# مورين برينان
مورين برينان (بالإنجليزية: Maureen Brennan)‏ هي مديرة مدرسة بريطانية، ولدت في 1 مارس 1954.